# Feuilleea houstonii
Feuilleea houstonii là một loài thực vật có hoa trong họ Cucurbitaceae. Loài này được (L'Hér.) Kuntze mô tả khoa học đầu tiên năm 1891.